# Karelo-Finnish Laika

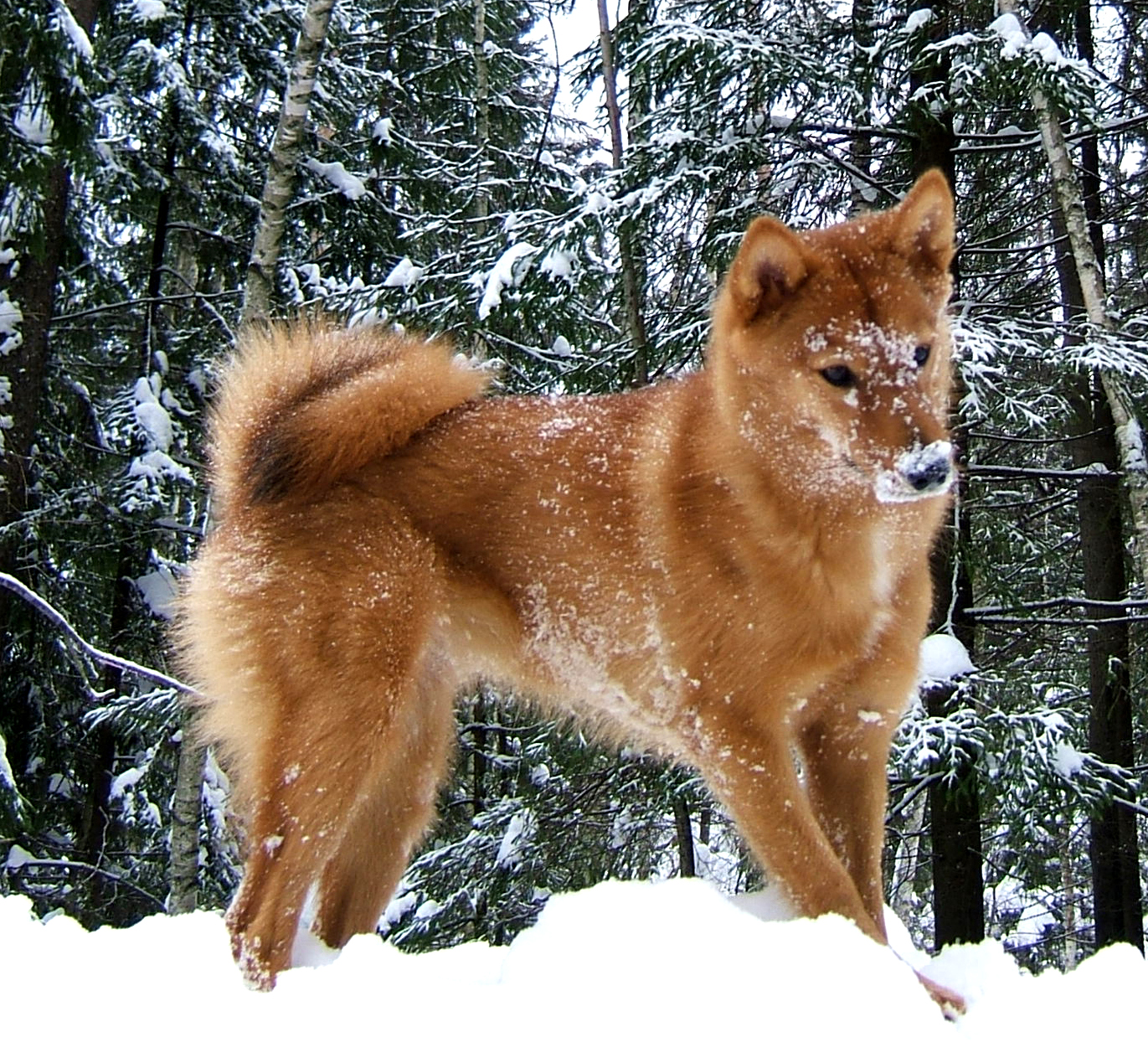
Karelo-Finnish Laika

Il Karelo-Finnish Laika o laika della Karelia è una razza di cane di tipo spitz proveniente dalla zona della Carelia in Russia.
Prima dell'inizio del XX secolo, lo Spitz finnico e il Laika Karelo-finlandese erano considerati un'unica razza ed erano comuni in tutta la regione della Carelia, nella Finlandia orientale e nella Russia nord-occidentale.
Sebbene, nella regione d'origine, sia una razza popolare di cani da caccia, è praticamente sconosciuta al mondo esterno e non è riconosciuta come razza indipendente da nessun club di razza.
La razza è utilizzata dai cacciatori locali per cacciare una varietà di selvaggina tra cui galli cedroni, fagiani, anatre, scoiattoli, lepri, volpi, faine e orsi; si dice che sia un cacciatore estremamente entusiasta capace di lavorare nella neve alta.